# 리샤르 보랭제
리샤르 보랭제(Richard Bohringer, 1942년 1월 16일 ~ )는 프랑스의 배우, 영화 감독이다. 배우 로만 보랭제의 아버지이다.

## 출연 작품
- 라 엔페르메다드 델 도밍고 (2018)
- 베니어 (2016)
- 바이 더 씨 (2015)
- 윈 히스토리에 다모르 (2013)
- 제독의 연인 (2008)
- 블루스브레이커 (2007)
- 르 폴랑 (2006)
- 아름다운 도시의 밤 (2006)
- 크라임 스프리 (2003)
- 배드 장르 (2001)
- 렘브란트 (1999)
- 5분간의 휴식 (1999)
- 포이즈너 (1998)
- 내가 속인 진실 (1997)
- 야생동물 보호구역 (1997)
- 파란 피 (1996)
- 아프리카 아프리카 (1996)
- 아빠 둘 엄마 하나 (1996)
- 이본느의 향기 (1994)
- 탱고 (1993)
- 고백 (1992)
- 추억 (1991)
- 환상 시대 (1991)
- 요리사, 도둑, 그의 아내 그리고 그녀의 정부 (1989)
- 엘리베이터를 내려서 왼쪽으로 (1988)
- 가미가제 (1986)
- 서브웨이 (1985)
- 운명의 탈출 (1984)
- 사랑과 슬픔의 볼레로 (1981)
- 디바 (1981)
- 나쁜 아들 (1980)
- 마지막 지하철 (1980)
- 스턴트맨 (1977)